# Onirisme (literatura)
L'onirisme és una escola literària surrealista romanesa que esdevingué popular durant la dècada de 1960, en l'inici de les revoltes populars a l'Europa de l'Est. Una de les tècniques que emprava era l'escriptura automàtica.

## Onirisme
L'escola onirista es formà a Bucarest el 1964 al voltant d'un nucli compost per Dumitru Țepeneag i Leonid Dimov (escriptors que eren membres del cercle literari Luceafărul – anomenat així per la revista literària Luceafărul, aleshores editada per Eugen Barbu). Allà, Ţepeneag, Barbu i Dimov van conèixer Virgil Mazilescu, Vintilă Ivănceanu i Iulian Neacşu.
Després que Eugen Barbu va ser reemplaçat com a dirigent del cercle per l'ex-escriptor d'avantguarda Miron Radu Paraschivescu, Paraschivescu va publicar un suplement de poesia i prosa a la revista Ramuri anomenat Povestea vorbei. El seu objectiu era fer una revista d'avantguarda unint nous i vells poetes i escriptors onírics. El 1966 Vintilă Ivănceanu, Dumitru Ţepeneag, Leonid Dimov i Virgil Mazilescu publicaren a Povestea vorbei, abans que la revista fos sumàriament prohibida pel govern estalinista. A partir del 1968, el centre del moviment oniric es desplaçà cap a Luceafărul, on (a més dels poetes i escriptors abans esmentats), hi publicaren Emil Brumaru, Florin Gabrea, Sorin Titel, Daniel Turcea i altres.
Tot i estar arrelat en la literatura onírica mundial (especialment el romanticisme alemany – considerat per alguns crítics com a orrent relacionat amb surrealism – i amb la nova ficció francesa), el grup fou ràpidament prohibit per la censura romanesa i Ţepeneag va ser forçat a exilar-se a París.
Molts escrits oniristes foren recentment recopilats en un llibre per Corin Braga, un mantenidor de l'estètica de l'onirisme. L'onirisme s'ha estés al postmodernisme romanès en les obres de Mircea Cărtărescu.